# Мухин, Михаил Григорьевич
Михаил Григорьевич Мухин (28 октября 1889; Москва, Российская империя — 6 октября 1963; Москва, РСФСР, СССР) — советский актёр театра и кино.

## Биография
Родился 28 октября 1889 года в Москве в многодетной семье из семи детей. Отец работал подрядчиком печных работ, он ушёл из жизни в раннем детстве Мухина, оставив большую семью с матерью, которая являлась домашней хозяйкой. Мать ростила и воспитывала детей за счёт средств от доставшегося предприятия мужа.
В 1901 году Мухин окончил начальное городское училище, после чего поступил в торговую школу Общества купеческих приказчиков, но спустя два года покинул учебное заведение по причине нехватки средств на дальнейшее обучение. Много работал разнорабочим, а интерес к театральному искусству появился у Мухина ещё давно. Первым этапом связанным с творчеством был любительский артистический кружок С. И. Кречинина-Шелапутина, который посещал и принимал в нём постановки, после чего сдавал экзамены и принимался в различные советские театры, где успел сыграть сотни театральных ролей.
Впервые в кино начал сниматься с 1931 года, сыграв главную роль главного инженера в фильме «Отцы», который так и не был завершён. Последняя работа была эпизодической в фильме «Воскресение» с 1960—1961 год, которая по некоторым данным указана в источниках фильмографии о Мухине, а по другим данным отсутствует. В 1957 году ушёл на заслуженный отдых, что даёт понять, что в фильме «Воскресение» на несколько лет позже Мухин не мог сниматься.
Ушёл из жизни 6 октября 1963 года в Москве по причине рака желудка. Похоронен на Рогожском кладбище.

## Фильмография
- 1931 — Отцы — главный инженер
- 1927 — Шляпа — шляпа
- 1934 — Пышка — граф же Бревиль
- 1942 — Александр Пархоменко — начальник штаба Махно
- 1942 — Непобедимые — профессор
- 1943 — Кутузов — гусар
- 1944 — Юбилей — член делегации
- 1946 — Адмирал Нахимов — Бушуев
- 1946 — Глинка — эпизод
- 1947 — Русский вопрос — корреспондент
- 1947 — Сказание о земле Сибирской — пассажир автобуса
- 1951 — Прощай, Америка! — Мортон
- 1956 — Иван Франко — отец Людовики
- 1958 — По путёвке Ленина — преподаватель университета
- 1958 — Олеко Дундич — полковник Туманов
- 1960—1961 — Воскресение — эпизод под вопросом

## Оценочные мнения
По мнению киноведа Алексея Тремасова он был высокий, стройный, благородной внешности, использовался в небольших ролях военных чинов и представителей интеллигенции, создавших окружение главных героев.

## Память
- Художник Эрих Генрихович Мордмиллович нарисовал шарж лица Михаила Григорьевича Мухина в 1927 году в Москве. Картина называется «Шарш на Мухина М. Г.», которая хранится в музее России по сей день[2].

## Издательства
- М.Кравченко, А.Тремасов при участии Л.Пшеничной. Актеры отечественного кино. Энциклопедия в 4 т. 2012—2018